# リチャード・テイラー (将軍)
リチャード・テイラー（Richard Taylor、1826年1月27日-1879年4月12日）は、南北戦争の時の南軍将軍である。第12代アメリカ合衆国大統領ザカリー・テイラーとファーストレディを務めたマーガレット・テイラー夫妻の息子である。
テイラーはイングランド王エドワード1世の子孫だった。

## 初期の経歴
テイラーはケンタッキー州ルイビルに近い家族の荘園「スプリングフィールド」で生まれた。この荘園はアメリカ独立戦争に従軍したバージニア人の祖父に因んで名付けられた。少年時代の大半はアメリカ陸軍の士官だった父ザカリーと共に辺境で過ごした。青年時代はケンタッキー州とマサチューセッツ州の私立学校で学んだ。ハーバード大学で学生生活を始めたが、1845年にイェール大学を卒業した。学業における表彰は受けなかったが、その時間の大部分を古典や軍事史の本を読んで過ごした。米墨戦争のときは、父の軍事秘書官を務めた。
父はテイラーがリウマチ性関節炎になったので、戦争中に送り返した。テイラーはミシシッピ州ジェファーソン郡にある家族の綿花プランテーション経営に同意し、1850年に父（この時は1848年選挙の結果大統領になっていた）を説得してルイジアナ州セントチャールズ郡に大規模砂糖プランテーション「ファッション」を購入した。
1851年2月10日、テイラーはルイジアナ州生まれで裕福なフランス系クレオールの女家長アグレー・ブリンジエの娘、ルイーズ・マリー・マーズ・ブリンジエと結婚した。アグレー・ブリンジエは1856年の凍結の後で財政的に援助してくれることになった。テイラーとマリーの夫妻には2人の息子と3人の娘、リチャード、ザカリー、ルイーズ、エリザベスおよびマーズが生まれた。2人の息子リチャードとザカリーは戦争中に猩紅熱で死に、彼等を失ったことはテイラーをひどく落胆させた。
1850年7月に父のザカリー･テイラーが急死し、テイラーは「ファッション｣を相続した。テイラーは着実にその敷地を増やし、かなりの費用を使って砂糖栽培労働を改善し、その労働力として200人近い奴隷を使うようになり、ルイジアナでも最も裕福な者の一人となった。しかし、1856年の凍結で作物が壊滅し、プランテーションに大きな担保を付けて負債をおうことになった。

## 政歴
1855年、テイラーはルイジアナ州上院議員に選ばれて地元の政界に入り、これを1861年まで務めた。最初はホイッグ党に入党し、続いてアメリカ党（ノウ・ナッシング党）、最後は民主党員となった。ルイジアナ州の代議員としてサウスカロライナ州チャールストンで開催された民主党党員集会に派遣され、民主党の分裂に立ち会うことになった。チャールストンにいる間に、民主党の2つの会派の妥協を成立させようとしたが、最後は失敗した。

## 南北戦争
南北戦争が勃発すると、テイラーは南軍のブラクストン・ブラッグ将軍にフロリダ州ペンサコーラで文民として援助を求められた。ブラッグは戦前からテイラーを知っており、友人になっていた。ブラッグはまたテイラーが軍事史に詳しいことも知っており、そこに送られてくる南軍を編成し訓練する仕事を与え助けてくれるよう懇請した。テイラーは合衆国からの脱退に反対していたが、この申し出を受けた。アメリカ連合国大統領ジェファーソン・デイヴィスは後に、ペンサコーラから送られてくる兵士は南軍の中でも最も良く訓練されているとコメントした。テイラーが第9ルイジアナ歩兵連隊の大佐に指名されたのはこの頃であり、第一次ブルランの戦いに従軍した。第9ルイジアナ連隊の兵士達は、テイラーがデイヴィスと義兄弟というコネがあるので、部隊は直ぐに戦場に送られて戦闘に迅速に参加できると考えたのでテイラーを選んだ。
1861年10月21日、テイラーは准将に昇進し、バレー方面作戦と七日間の戦いではリチャード・イーウェルの下でルイジアナ旅団を率いた。テイラーは3人の古参連隊指揮官を抜いて昇進し、それらの指揮官達は直ぐにテイラーがデイヴィスと繋がりがあるから贔屓があると考えた。デイヴィスは、テイラーが示した指導能力と才能を引き合いに出し、しかもその昇進はストーンウォール・ジャクソン将軍が推薦したのだと言った。バレー方面作戦のとき、ジャクソンはテイラーの旅団を選り抜きの打撃部隊として使い、異常なまでの行軍速度を設定して素早い側面攻撃に当たらせた。5月23日のフロントロイヤルの戦いや、5月25日の第一次ウィンチェスターの戦い、さらに極めつけは6月9日のポートレパブリックの戦いで、テイラーは敵の強固な陣地に対して時を得た攻撃にそのルイジアナ旅団を導いた。
テイラーの旅団は様々なルイジアナ連隊で構成されており、中でもチャタム・ロベルドー・ホイートの「ルイジアナ・タイガー」大隊があった。その構成員は戦場では激しく戦うことだけでなく、戦場以外ではすさんだ生活をすることでも知られる規律には欠ける者達であった。テイラーはタイガー大隊に規律を吹き込んだが、ホイート少佐はテイラーがそうすることに同意してはいなかったものの、それでもテイラーを尊敬していた。
テイラーは1862年7月28日に少将に昇進し当時の南軍では最も若い少将となり、ルイジアナで徴兵士官の任務を短期間与えられた後に、ちっぽけな西ルイジアナ地区軍指揮官を任された。ルイジアナ州知事トマス・O・ムーアが、州防衛軍をまとめ北軍の州内侵略に対抗できる有能で洗練された士官を執拗に求めたので、テイラーがルイジアナに派遣された。テイラーをルイジアナに送ったもう一つの理由は、テイラーがリウマチ性関節炎を悪化していたことであり、そのために何日もびっこを引いていることがあった。七日間の戦いのときも、病状が悪く宿営所を離れられなかったので、その旅団を指揮できなかった。
テイラーがルイジアナに戻る前に、その地域の北軍はルイジアナ州南部の大半に侵攻していた。1862年春、北軍はテイラーのプランテーション「ファッション」に入り、略奪した。
バーモント州のある兵士がその時起こったことを次のように書き記した。
テイラーは新しい任務を甘受し、ルイジアナに戻れたという事実を楽しんだが、その地域がほとんど完全に兵隊も物資も無いことが分かった。しかし、これら限られた資源で最善を尽くし、2人の有能な部下、すなわち古参歩兵指揮官のアルフレッド・ムートンと古参騎兵指揮官トマス・グリーンを確保した。この2人の指揮官はテイラーがこれから行う州内での作戦で重要であることが分かった。
1863年、テイラーはルイジアナの南部支配を巡って度々北軍との衝突を指揮した。中でもビスランド砦の戦いやアイリッシュベンドの戦いがあった。これらの衝突は、ルイジアナ南部のバイユー・テッシュ地域と究極の目標であるポートハドソンの支配を巡り北軍ナサニエル・バンクス少将の軍隊に対するものだった。バンクスはテイラーの西ルイジアナ軍をうまく脇へ追い遣り、アレクサンドリアを抜けてポートハドソンへの道を進み続けた。これらの戦闘の後で、テイラーはバイユー・テッシュやニューオーリンズ市の奪還を計画し、さらにポートハドソンの包囲戦を終わらせようとした。

### ニューオーリンズ奪還の作戦行動
テイラーの作戦はバイユー・テッシュを降って、防御の軽い北軍の前哨基地や物資庫を占領し、続いてニューオーリンズを奪還することであり、それでバンクス軍の供給線を遮断しようとした。この作戦はアメリカ連合国陸軍長官ジェイムズ・セドンやデイヴィス大統領の承認を得たが、直属の上官エドマンド・カービー・スミスは、ミシシッピ川を挟んでビックスバーグの対岸であるルイジアナ川の岸から行動することがビックスバーグの包囲戦を終わらせる最良の戦略と考えていた。テイラー軍はアレクサンドリアからルイジアナ州リッチモンドに行軍した。そこで、ジョン・G・ウォーカー少将のテキサス師団と合流した。このテキサス師団は「ウォーカーのグレイハウンド」と自称していた。テイラーはウォーカー師団にミシシッピ川のルイジアナ川2箇所で北軍を攻撃するよう命令した。その後のミリケンズベンドの戦いとヤングズポイントの戦いは南軍の目的を果たせなかった。ミリケンズベンドでは緒戦は成功したが、北軍の砲艦が南軍の陣地に砲撃を始めてからは失敗に終わった。ヤングズポイントでも同様に戦いの時機を失して終わった。
これらの戦闘の後で、テイラー軍はウォーカー師団とは離れ、バイユー・テッシュ地域を下った。そこからブラシェア市（現在のモーガン市）を占領し、そこで莫大な量の物資、資材および新しい兵器を手に入れた。続いてニューオーリンズ郊外に進軍したが、そこはウィリアム・H・エモリー准将の指揮で徴兵したばかりの僅かな新兵で守られていた。テイラーが郊外で宿営し市に対する攻撃準備をしているときに、ポートハドソンが降伏したという報せが入った。テイラーは捕獲される危険を避けるためにバイユー・テッシュまで軍隊を引き上げさせた。

### レッド川方面作戦
1864年、テイラーはその小さな軍隊でレッド川方面作戦を率いた北軍ナサニエル・バンクスをマンスフィールドの戦いとプレザントヒルの戦いで破り、屈辱を与えた。続いてバンクス軍をミシシッピ川方面に追い込んだので、この功績でアメリカ連合国議会から感謝状を受けた。この2つの戦闘の間に、ルイジアナにおける任務の間テイラーが信頼し、尊敬し、頼っていたアルフレッド・ムートン准将とトマス・グリーン准将が戦闘指揮中に戦死した。1864年4月8日、テイラーは中将に昇進した。ただし、この方面作戦での上官スミス将軍に対する不信で解任を求めていたことも事実だった。

### 戦争の終盤
テイラーはアラバマおよびミシシッピ方面軍の指揮を任されアラバマ州モービル防衛軍の指揮を執った。テネシー州におけるフランクリン・ナッシュビル方面作戦でジョン・ベル・フッドが悲惨な敗北を喫し、テイラーがテネシー軍の指揮を任された。1865年5月8日、ミシシッピ川より東では最後まで残っていた南軍軍隊として北軍のエドワード・キャンビー将軍に降伏した。テイラーはその5日後に釈放された。

## 戦後の生活
戦後、テイラーは自叙伝「破壊と再建」を著し、これは南北戦争の最も信頼置ける報告の一つとなっている。民主党の政策にそって活動し、ジェファーソン・デイヴィスのためにアンドリュー・ジョンソン大統領との仲を取持ち、北部のレコンストラクション政策には政治的反対運動を率いた。テイラーは1879年にニューヨーク市で死に、ニューオーリンズのメテーリー墓地に埋葬されている。
テイラーの同時代人、部下や仲間の将軍達は何度もテイラーの戦場での武勇について言及している。ネイサン・ベッドフォード・フォレストは「彼は多くある中でも最大の男である。もし我々に彼のような男がもっといれば、ヤンキーをずっと以前にやっつけていただろう。」とコメントした。ある親友は「ディック・テイラーは生まれながらの軍人だった。」と主張した。「多分、当時の文民では戦争の記録に彼以上刻まれる者はいなかった。」とストーンウォール・ジャクソンとリチャード・イーウェルはしばしばテイラーとの会話で語り合った。イーウェルは、テイラーとの対話の中から多くの知識を得ることができ、テイラーの持っている情報量の多さに印象を受けたと述べた。

## 家族
リチャード・テイラーはマーガレット・マッコール・スミスとザカリー・テイラー大統領夫妻の唯一の息子だった。姉のサラ・ノックス・テイラーは1835年の3ヶ月間、ジェファーソン・デイヴィスの最初の妻だった。もう一人の姉メアリー・エリザベス・ブリスは1848年にウィリアム・ウォレス・スミス・ブリスと結婚し、父のホワイトハウスで女主人役を務めた。
リチャード・テイラーは南軍での従軍を選んだが、叔父のジョセフ・パネル・テイラーは北軍の准将として対極にあった。